# Godstågsviadukten
Godstågsviadukten (Bocken) är en järnvägsbro uppförd åren 2007-2009 (föregångaren 1935) i stadsdelen Olskroken i Göteborg, och som förbinder de från Gårdatunneln kommande Västkustbanan och Kust till kust-banan med Västra stambanan och Norge/Vänerbanan, samt (via Marieholmsbron) Bohusbanan och Hamnbanan. 
Det är normalt endast godståg som trafikerar bron, i och med att i princip alla persontåg går via Göteborgs centralstation. Under andra världskriget gick dock permittenttrafiken över bron vilket för en tid gav den smeknamnet tyskviadukten. En tid har nattåg mellan Oslo och Köpenhamn gått där och stannat i Mölndal istället, för att SJ skulle slippa ha nattpersonal för att vända tåget och byta lok.
I samband med bygget av Västlänken byggs Godstågsviadukten om med en spårväxel och en ytterligare koppling över Västlänkens spår mot Västra stambanan så att tåg från Hamnbanan, Bohusbanan och Norge-Vänerbanan kan ansluta planskilt. Detta sker inom projektet Olskroken planskildhet. Befintlig ramp kommer användas av tåg från Västra stambanan och Sävenäs rangerbangård.

## Den gamla bron (1936-2009)
Den ursprungliga bron var 640 meter lång och byggdes 1935 i stål med betongstöd. Den byggdes för 18 tons axellast men trafik skedde på dispens upp till 25 ton. Den största tillåtna hastigheten var från början 40 km/h, men var mot slutet sänkt till 20 km/h. Bron var dessutom allmänt utsliten och i mycket dåligt skick med sättningar, varför den var nödd att ersättas av en bättre, vilket skedde 2007-2009.

## Den nya bron (2009-)
Den nya bron är en 441 meter lång bro med förlängda landfästen med stödmurar till en total längd av 645 meter. Den byggdes parallellt med den gamla, som var i bruk under nästan hela byggtiden men sedan revs. Till största delen är den nya bron gjord i betong, men med en stålsektion där bron korsar Västra stambanan och E20. Stålsektionen medger 66 meters spännvidd utan användande av pyloner – för något så prosaiskt som en viadukt för godståg har man inte velat göra tillägg i stadens siluett. Dessutom kunde sektionen svetsas ihop bredvid och skjutas på plats med bara kort avspärrning av Stambanan och E20. Nybygget togs i bruk i slutet av juli 2009 och projektet avslutades under hösten samma år. Den nya viadukten är förberedd för 30 tons axellast även om intilliggande banor tills vidare enbart medger 25 tons axellast. Den största tillåtna hastigheten är 70 km/h, men den kommer tills vidare begränsas till 50 km/h då växlarna i Gårdatunneln inte medger högre hastighet.

## Bilder

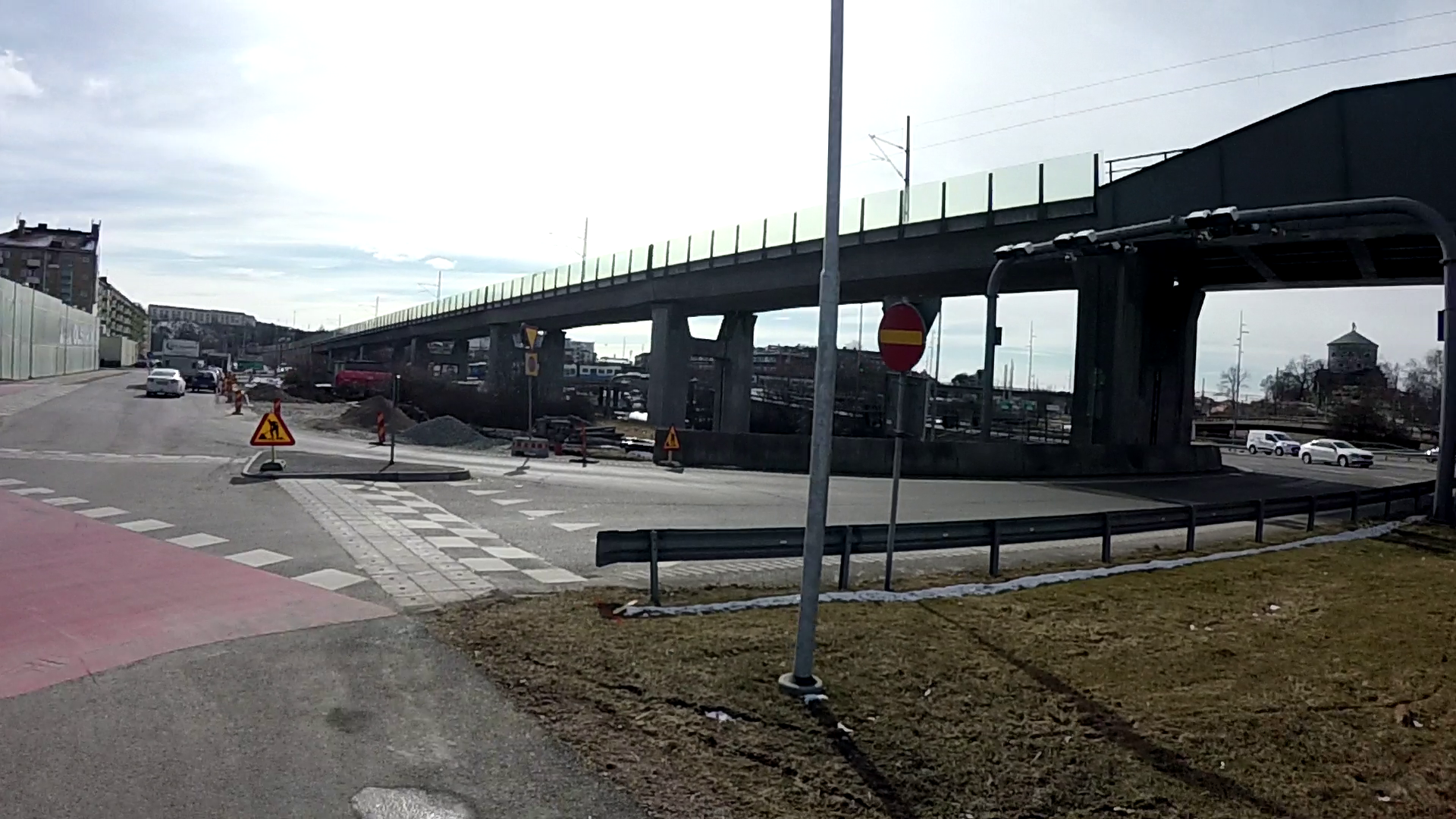
Godstågsviadukten i Göteborg, sedd från avfarten från E20.
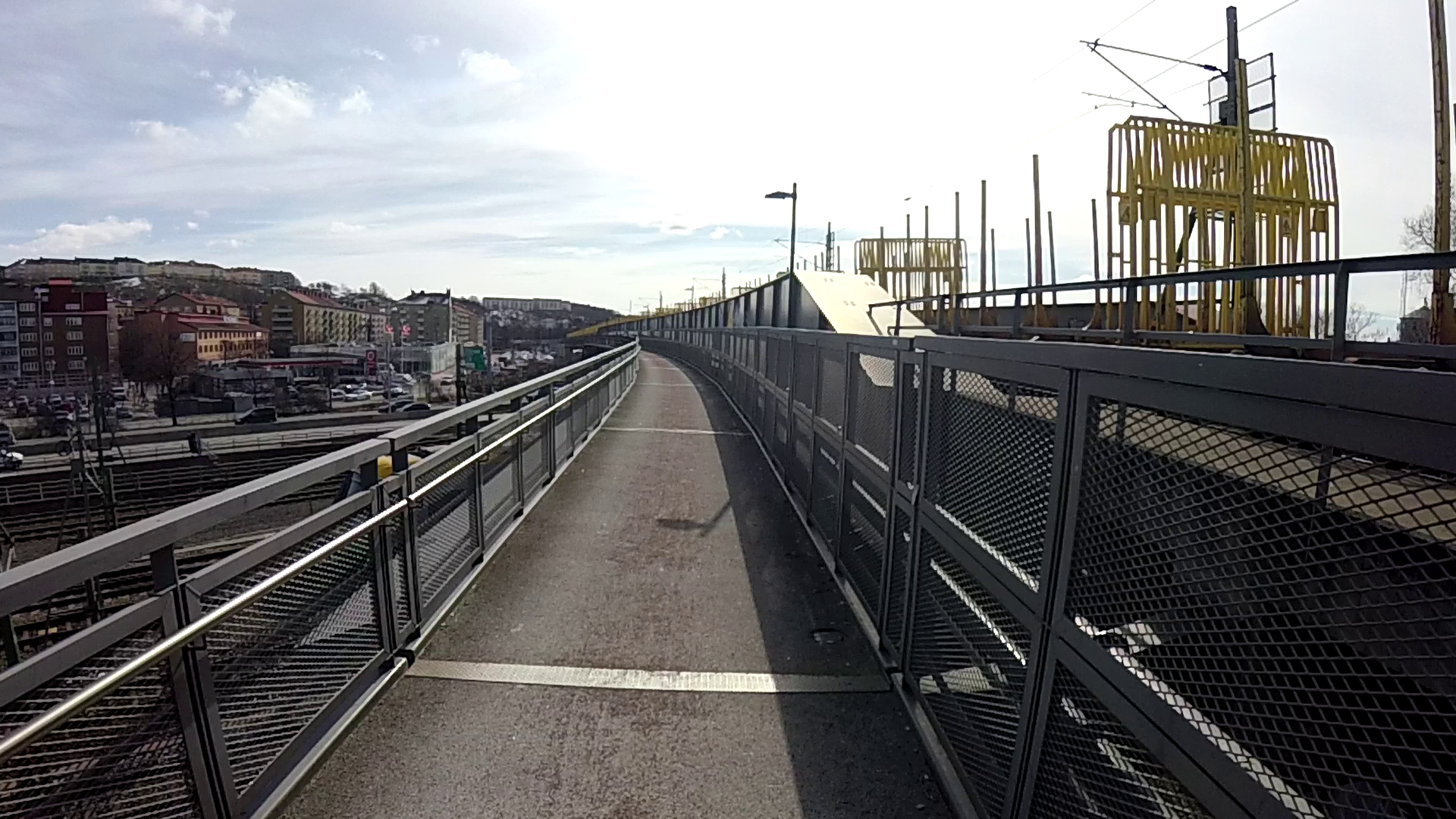
Godstågsviadukten och dess påhängda gångbro i Göteborg.